# Protogrammus
Protogrammus is een geslacht van straalvinnige vissen uit de familie van pitvissen (Callionymidae). Het geslacht is voor het eerst wetenschappelijk beschreven in 1985 door Fricke.

## Soorten
- Protogrammus antipodus Fricke, 2006
- Protogrammus sousai (Maul, 1972)